# Oratoire Saint-Joseph de Rieulay
Pour les articles homonymes, voir Saint-Joseph.
L'oratoire Saint-Joseph est un oratoire catholique situé à Rieulay, en France.

## Localisation
L'oratoire est situé dans le département français du Nord, sur la commune de Rieulay.